# Julyan Stone

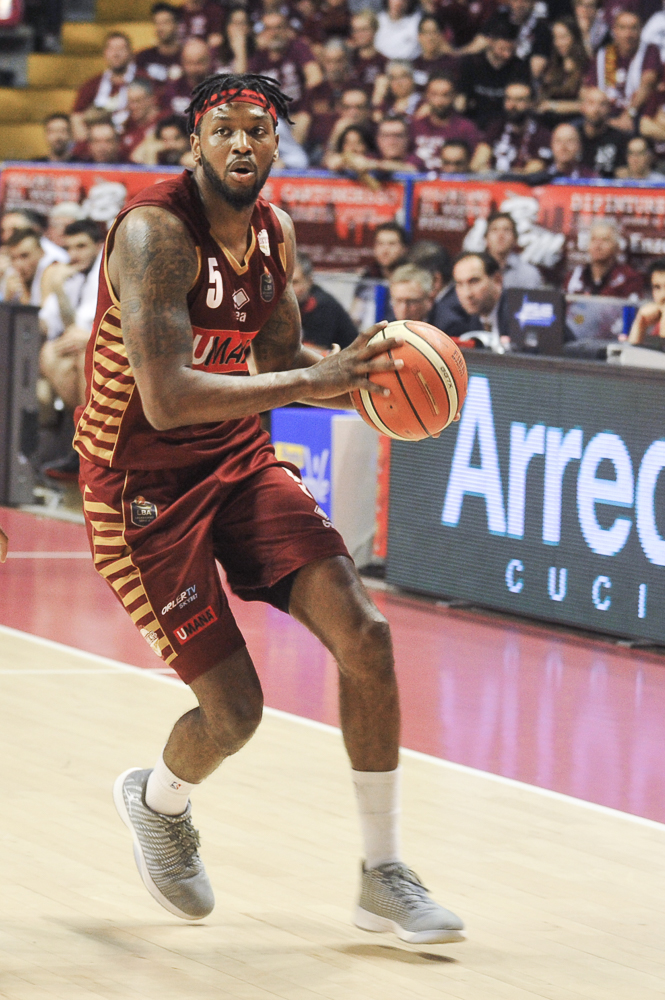
Julyan Stone jogando pelo Reyer Venezia

Julyan Ray Stone é um jogador de basquetebol profissional que atualmente joga no Toronto Raptors da NBA.

## Estatísticas na NBA

### Temporada Regular
| Ano      | Equipe          | PJ | PT | MPJ | AP    | 3P   | LL   | RT  | AS  | BR  | TO  | PPJ |
| -------- | --------------- | -- | -- | --- | ----- | ---- | ---- | --- | --- | --- | --- | --- |
| 2011-12  | Denver Nuggets  | 22 | 2  | 8.1 | .419  | .182 | .727 | 1.1 | 1.7 | 0.4 | 0.3 | 1.6 |
| 2012-13  | Denver Nuggets  | 4  | 0  | 7.0 | 1.000 | .000 | .750 | 0.8 | 0.5 | 0.3 | 0.0 | 1.8 |
| 2013-14  | Toronto Raptors | 21 | 0  | 5.7 | .412  | .250 | .667 | 1.0 | 0.6 | 0.1 | 0.0 | 0.9 |
| Carreira |                 | 47 | 2  | 7.0 | .440  | .211 | .722 | 1.0 | 1.1 | 0.3 | 0.1 | 1.3 |

### Playoffs
| Ano      | Equipe         | PJ | PT | MPJ | AP   | 3P   | LL    | RT  | AS  | BR  | TO  | PPJ  |
| -------- | -------------- | -- | -- | --- | ---- | ---- | ----- | --- | --- | --- | --- | ---- |
| 2011-12  | Denver Nuggets | 2  | 0  | 2.5 | .500 | .000 | .000  | 0.5 | 1.0 | 0.0 | 0.0 | 1.0' |
| 2012-13  | Denver Nuggets | 2  | 0  | 6.5 | .000 | .000 | 1.000 | 0.0 | 0.5 | 0.0 | 0.0 | 1.0  |
| Carreira |                | 4  | 0  | 4.5 | .500 | .000 | 1.000 | 0.3 | 0.8 | 0.0 | 0.0 | 1.0  |